# El suelo del ruiseñor
El suelo del ruiseñor (Across the Nightingale Floor) es la primera novela basada en la saga de Leyendas de los Otori. El libro se terminó de escribir en el 2002 y habla del proceso de transformación de Tomasu, un chico de la tribu de los ocultos, a un señor Otori, acaecido cuando se encuentra con Otori Shigeru, quien sería su padre y amigo más adelante.

## Sinopsis
En la lejana aldea de Mino vive una tribu que se hace llamar los ocultos; su lema se basa en la no violencia y son personas que protegen sus secretos y su culto con la muerte. Allí, en aquella lejana localidad, vive Tomasu, un chico de 16 años, medio descuidado, con ansia de ser libre y vagar por el campo, que no sabe leer ni escribir, ni tampoco sabe nada acerca de guerras entre clanes.
Un día Tomasu descubre que su aldea ha sido incendiada a manos del clan de los Tohan. En medio del revuelo Tomasu tiene un inesperado encuentro con Iida Sadamu, líder del clan de los Tohan, haciéndolo caer del caballo. Tomasu es perseguido por tres hombres hasta el bosque, pero lo salva un extraño ermitaño, que resulta ser Otori Shigeru.
Shigeru cambia el nombre de Tomasu al de Takeo, pues alega que Tomasu es un nombre muy común entre los Ocultos, y además éste presenta un aspecto físico muy similar al del fallecido hermano de Shigeru, cuyo nombre era Takeshi. Shigeru lleva a Takeo a Hagi, capital del imperio Otori, donde fueron condenados después de la batalla librada 16 años antes en Yaegahara, conocida como la derrota más grande de los Otori.
Cuando llega a Hagi, Takeo se entera de que pertenece a un grupo secreto de familias llamado La Tribu, distinguidos por una serie de habilidades y poderes especiales conservados a lo largo del tiempo gracias a su cauteloso proceder. Tras esto Takeo comienza a sospechar que Shigeru piensa utilizar sus habilidades para atentar contra Iida Sadamu, su más fiero enemigo.
A Shigeru le ofrecen en matrimonio a una chica de 15 años llamada Kaede, hija del señor Shirakawa y miembro de uno de los clanes con mayor preponderancia en los Tres Países. La muchacha es retenida en calidad de rehén por el clan de los Noguchi desde los siete años de edad, quienes limitan su existencia a las tareas de una criada doméstica muy por debajo de su verdadera estirpe. Para la boda se la encomienda a Maruyama Naomi, señora de Maruyama, pariente lejana de Kaede y amante secreta de Shigeru durante más de diez años. Kaede tiene además cierta fama de provocar la muerte en los hombres que la desean. Cuando Takeo (quien acompaña al señor Otori) y Kaede se encuentran, ambos quedan prendados uno de otro, pero saben que lo de ellos es imposible.
El día de la boda, Muto Kenji, miembro de la Tribu y maestro personal de Takeo, lo secuestra y se lo lleva contra su voluntad alegando que la Tribu desea que se incorpore y ponga sus numerosos talentos al servicio de las familias. Ese día se entera de que Kaede ha sido atrapada por los Tohan, la señora Maruyama y su hija han muerto, las tropas Otori fueron descuartizadas y Shigeru es condenado a morir, torturas mediante, por traición al gobierno de Iida Sadamu. Takeo pide a los maestros Muto Kenji y Kikuta Kotaro una prórroga antes de sumarse a la Tribu para salvar a Shigeru del tormento, luego de lo cual quedará a su entera disposición.
Takeo, con la ayuda de Kenji y su hija Yuki (también miembro de la Tribu), consigue descolgar a Shigeru de los muros donde lo mantienen bajo tortura y llevarlo hasta la ribera del río, tras lo cual lo decapita para acelerar su muerte utilizando a Jato, sable ancestral de la familia Otori y herencia que Shigeru le deja.
La misión está cumplida, pero Takeo abrigaba el propósito oculto de cumplir el deseo de Shigeru y asesinar a Iida Sadamu, penetrando en sus estancias a través del suelo del ruiseñor, una superficie construida para emitir el canto de dicho pájaro ante la más mínima presión de un pie. Takeo, quien se entrenó específicamente para atravesarlo sin provocar su sonoridad, logra sortear el problema sin dificultad pero al ingresar al cuarto de Sadamu se encuentra con el señor de los Tohan apuñalado por Kaede, quien actuó en defensa propia tras un cruel intento de violación.
Viendo lo irreversible de su situación y temiendo por sus vidas, Takeo y Kaede deciden consumar su relación en el convencimiento de que no sobrevivirán a esa noche. Sin embargo, la presencia de Kenji, su hija Yuki y su sobrina Shizuka (quien hace de doncella para Kaede) le dan la oportunidad de escapar a la joven pareja. El grupo se aprovecha de un incendio accidental, logrando retirarse indemnes del castillo.

## Clanes
Clan Otori: era el clan más grande de todo el País medio, pero al perder frente a los Tohan que se aliaron con los Noguchi en la batalla de Yaegahara perdieron casi todo su poder. Su símbolo es la garza.
Clan Tohan: es el clan más grande y el más corrupto de todo el País medio. Su líder, Iida Sadamu, es un hombre cruel, vil y manipulador, que se aprovecha del descuido del emperador para hacer que todo el feudo esté a sus pies. Su símbolo es la triple hoja de roble.
Clan Maruyama: es un clan en el que la línea de herencia en propiedades es exclusivamente de mujeres. Maruyama Naomi es la señora de este pequeño clan. Su símbolo es el roble sobre la montaña
Clan Shirakawa: la sede de la familia Shirakawa se encuentra al sur del país de Seishuu. El señor Shirakawa gobierna los importantes dominios estratégicos; su esposa es la prima de la señora Maruyama. Como Kaede está secuestrada en el palacio de los Noguchi, la familia se ve obligada a colaborar con ellos, que son aliados de Iida. El heredero legítimo de los terrenos es el futuro esposo de Shirakawa Kaede. Los Noguchi, por tanto, tienen con Kaede el destino de los Shirakawa en sus manos.
Clan Arai: la sede del clan Arai, Kumamoto, se encuentra al sudoeste del país de Seishuu. Al principio el señor Arai Daiichi está al servicio de la familia Noguchi. Pero se rebela contra la alianza con los Tohan y colabora con su ejército al ataque de Inuyama. A partir de entonces, se convierte en el más poderoso señor de la guerra de los Tres Países.
- Datos: Q4676496